# Arocephalus roborovskii
Arocephalus roborovskii är en insektsart som beskrevs av Mitjaev 1969. Arocephalus roborovskii ingår i släktet Arocephalus och familjen dvärgstritar. Inga underarter finns listade i Catalogue of Life.